# Emilio Lunghi
Emilio Lunghi (n. Génova; 16 de marzo de 1886 - f. ib.; 26 de septiembre de 1925) es un atleta italiano, un especialista de las carrera de media distancia.
Emilio Lunghi obtiene la medalla de plata de los 800 metros en el momento de los Juegos Olímpicos de 1908 en Londres. En el curso de estos mismos Juegos olímpicos, Lunghi participa en los 1.500 metros así como en las 3 millas por equipo, sin conseguir sitios de honor. El genovés se representa en el momento de los Juegos Olímpicos de 1912 en Estocolmo para las competencias de 400 y 800 metros, sin alcanzar la final.